# Trichocontoderes
Trichocontoderes is een kevergeslacht uit de familie van de boktorren (Cerambycidae). De wetenschappelijke naam van het geslacht werd voor het eerst geldig gepubliceerd in 1957 door Breuning.

## Soorten
Trichocontoderes is monotypisch en omvat slechts de volgende soort:
- Trichocontoderes setosus (Fisher, 1936)